# Centro Cultural Brasital
O Centro Educacional, Cultural e Turístico Brasital - Eng° Mário Luiz Campos de Oliveira ou Centro Cultural Brasital é um centro cultural localizado na cidade de São Roque, no estado de São Paulo, Brasil. Inaugurado em 1º de maio de 1987, o centro cultural ocupa as instalações da antiga fábrica da Brasital, uma indústria têxtil que encerrou suas atividades. Seu objetivo principal é preservar a memória e a história da Brasital, além de promover atividades culturais e educacionais para a comunidade local.

## História
O Centro Educacional, Cultural e Turístico Brasital - Eng° Mário Luiz Campos de Oliveira, antigo complexo industrial têxtil Brasital, é um importante marco histórico e cultural de São Roque, São Paulo, Brasil. Construído em 1890 por Enrico Dell'Acqua, foi um dos primeiros empreendimentos têxteis do estado, impulsionando a economia local e gerando emprego para grande parte da população.
Em seu auge, a Brasital ocupava uma área de 9.400 m², produzindo tecidos de algodão como brins, popeline, colchas e atoalhados, exportados para todo o Brasil e exterior. A empresa chegou a ter filiais em São Paulo, Rio de Janeiro e Salto, expandindo ainda mais sua produção para o papel.
Após décadas de sucesso, a Brasital encerrou suas atividades em 1970. Em 1989, com o apoio do Governo Estadual, o complexo tornou-se patrimônio público de São Roque, assumindo a denominação de Centro Educacional e Cultural Brasital. Em 2014, o nome foi atualizado para Centro Educacional, Cultural e Turístico Brasital, e em 2021, recebeu a homenagem "Eng° Mário Luiz Campos de Oliveira".

## Atividades e Equipamentos

### Divisão de Cultura da Prefeitura
A sede da Divisão de Cultura da Prefeitura de São Roque está instalada no prédio principal do antigo complexo industrial. A divisão é responsável por promover atividades culturais para a população, como apresentações artísticas, oficinas, cursos e eventos.

### Banco do Povo
O Banco do Povo oferece serviços financeiros para microempreendedores e pequenos negócios, fomentando o desenvolvimento da economia local.

### Posto de Atendimento do SEBRAE
O SEBRAE (Serviço Brasileiro de Apoio às Micro e Pequenas Empresas) oferece orientação e suporte para empreendedores, auxiliando na criação e gestão de negócios.

### Cursos e Oficinas
O centro oferece diversos cursos e oficinas nas áreas de cultura, profissionalização e desenvolvimento pessoal, visando a qualificação da população local.

### Espaços Culturais
Os antigos galpões da fábrica foram convertidos em espaços culturais, como biblioteca, salas de música, oficinas culturais e profissionalizantes, e salões de eventos. Estes espaços promovem a difusão da cultura e a realização de eventos para a comunidade.

### Trilha Ecológica "Caminho das Águas"
Além das construções históricas, o Centro Brasital possui uma área verde de 30.000 m², proporcionando um contato com a natureza aos visitantes. Em 1988, a Prefeitura Municipal recuperou a área e construiu a Trilha Ecológica "Caminho das Águas", com 2.000 metros de extensão. A trilha oferece um percurso em meio à mata nativa, proporcionando aos visitantes a oportunidade de observar a fauna e flora local, além de promover a educação ambiental.